# Eneja
Eneja (grč. Αινείας, Aineías) u grčkoj mitologiji sin je princa Anhiza i boginje Afrodite, trojanski je junak koji je imao zapaženu ulogu u Trojanskom ratu.

## Etimologija
Enejino ime vjerojatno je izvedeno od grčke riječi αινη (aine) = "hvaljenje".

## Mitologija

### Bijeg iz Troje
Nakon pada Troje sa svojim ocem Anhizom i sinom Askanijem bježi iz gorećeg grada i tu počinje Vergilijev ep. Zajedno s njim bili su i eneidi - njegovi prijatelji Ahat, Sergest, Akmon, zatim iscjeljivač Japig, trubač Mizen te vodič Mima. Sa sobom su vodili Lare i Penate, trojanska kućna božanstva koja poslije postaju rimskim simbolima doma.
U Homerovoj Ilijadi bio je vođa trojanskih saveznika Dardanaca te Hektorov poručnik. Enejina majka Afrodita često mu je pomagala na bojnome polju, a također je bio i miljenik Afroditina brata Apolona. Diomed ga je napao i gotovo ubio, ali spasili su ga Afrodita i Apolon te ga zaveli oblakom i vratili u Pergam da bi se izliječio. Poslije mu pomaže i Posejdon kad je na nj nasrnuo Ahilej, premda je bio na strani Ahejaca. Nakon pada Troje, Eneja je bio jedan od rijetkih preživjelih Trojanaca te je s ostalima koji su preživjeli (tzv. eneidi) krenuo na put u Italiju. Eneja je na odlasku iz Troje dobio od Parisa trojanski mač, a proročanstvo starih proroka govorilo je da onaj koji ima trojanski mač ima sjajnu budućnost.

### Rimski nastavak mita
Ovdje se mit nastavlja u rimskoj tradiciji. Tokom pet godina njegove plovidbe biva mu predskazano da će osnovati narod koji će postati gospodarom svijeta. Nakon oluje koju je poslala Junona (Hera), Eneja i njegova družina dolaze u Kartagu. Eneja je imao kratku vezu s kartaškom kraljicom Elisom, također znanom i kao Didona, koja je predložila da se Trojanci odmore u njezinoj zemlji i da njih dvoje vladaju. Bog Merkur (Hermes) bio je poslan od Jupitera (Zeusa) i Venere (Afrodita) da podsjeti Eneju na svrhu njegova putovanja. Eneja pristane, a kad je to Didona čula, naredila je da joj se napravi pogrebna lomača te je stala na nju i mačem si oduzela život. Priča kaže kako je prije smrti proklela Eneju i njegov budući rod, te je od tada zavladalo neprijateljstvo između Kartage i Enejinih potomaka, Rimljana, neprijateljstvo koje će jednom dovesti do strašnih Punskih ratova i do potpunog razorenja Kartage.
Eneja je sa suputnicima nastavio putovati te su se zaustavili na Siciliji gdje je s njima nastavio i Ahemenid, jedan od članova Odisejeve posade kojeg su ostavili. Ubrzo potom, Eneja je zaratio protiv grada Falerija. Latin, kralj Latina, dočekao je Eneju i dopustio mu da preuredi njihov život u Laciju. Njegova je kći Lavinija bila obećana Turnu, kralju Rutulija, ali njezinu je ruku ipak dao Eneji, jer je proročanstvo govorilo da će se zaručiti sa strancem. Turn je objavio rat Eneji, pod utjecajem Junone (Here), a u ratu je pobijedio Eneja, ali Latin je umro. Eneja je osnovao grad Lavinij, koji je nazvao po svojoj ženi. Poslije je u grad primio i Annu Perenu, Didoninu sestru, ali ona se ubrzo ubila zbog Lavinijine ljubomore.
Poslije Enejine smrti, Venera (Afrodita)  zamolila je Jupitera (Zeusa) da ga učini besmrtnim. Jupiter se složio te je riječni bog Numicije očistio od svih njegovih smrtnih dijelova, a Venera mu je dala ambroziju i nektar, učinivši ga bogom. Eneja je otad bio znan kao bog s epitetom Jupiter Indiges.

## Djela iste tematike
- Homer: Ilijada
- Vergilije: Eneida

- Henry Purcell: Didona i Eneja, opera

## Vanjske poveznice
- Eneja u grčkoj mitologiji (engl.)